# Tochimilco
Tochimilco és un dels 217 municipis de l'estat mexicà de Puebla. El municipi de Tochimilco, situat dins la IV Regió de l'Estat, limita amb l'estat de Morelos i l'estat de Mèxic. La seva altitud fluctua entre els 5.500 m sobre el nivell del mar al cim del Popocatépetl fins als 1 800 metres en les zones més baixes.
Limita al nord amb el municipi de San Nicolás de los Ranchos, al nord-est amb Tianguismanalco, a l'est amb el municipi d'Atlixco i al sud amb Atzitzihuacán; al nor-oest limita amb el municipi d'Atlautla de l'estat de Mèxic i a l'oest amb el municipi de Tetela del Volcán de l'estat de estat de Morelos. El 2010 municipi tenia 17.028 habitants.